# Casa de Valencia
La casa de Valencia es una casa nobiliaria española, originaria de la Corona de Castilla, que se remonta al siglo XIII. Su nombre proviene del señorío de Valencia de Campos, concedido por el rey Alfonso X de Castilla a su hijo, el infante Juan de Castilla el de Tarifa, cuando este último contrajo matrimonio con Margarita de Montferrato, hija de Guillermo VII de Montferrato, marqués de Montferrato y rey titular de Tesalónica.

## Miembros
Algunos de los miembros de la rama mayor del linaje fueron los siguientes:
- Juan de Castilla (1262-1319), infante de Castilla y señor consorte de Vizcaya.[3]
- Alfonso de Valencia (m. 1316), hijo del anterior. Fue mayordomo mayor del rey Alfonso XI de Castilla y pertiguero mayor de Santiago.[4]
- Fernando Alfonso de Valencia[a](1316-1384), hijo del anterior. Fue señor de Valencia de Campos y maestre de la Orden de Santiago.[5]Sepulcro del infante Juan de Castilla el de Tarifa. (capilla mayor de la catedral de Burgos).

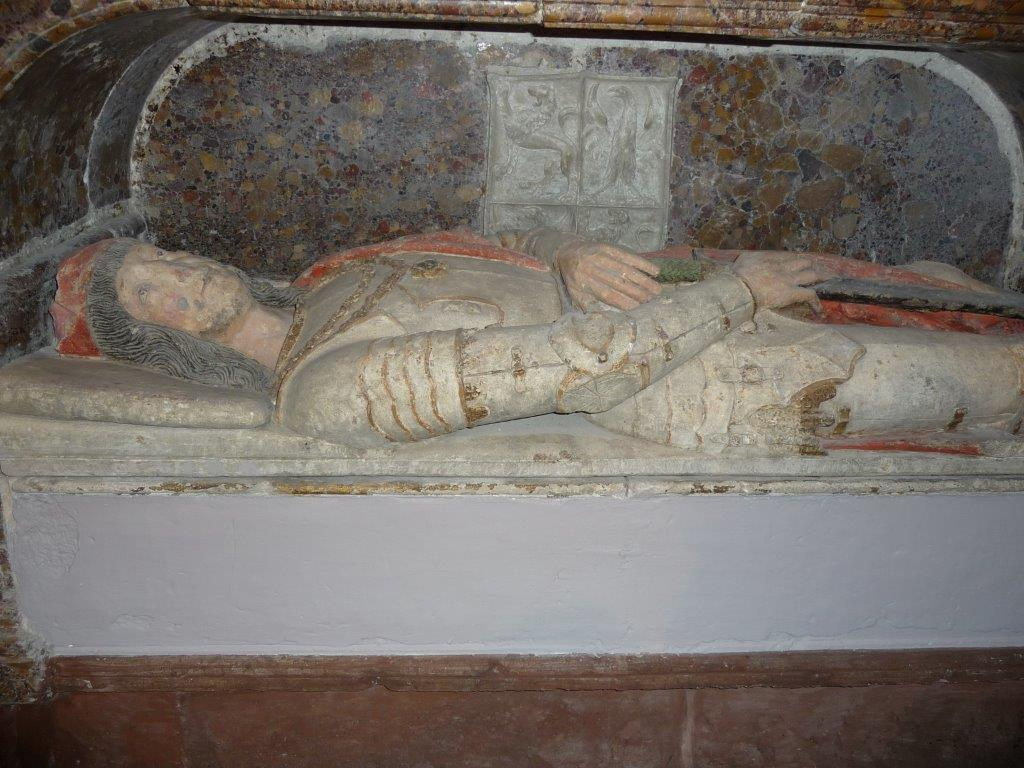
Sepulcro del infante Juan de Castilla el de Tarifa. (capilla mayor de la catedral de Burgos).

- Hernando de Valencia (m. 1425). Hijo mayor y heredero del anterior. Fue regidor de Zamora,[6][7] monje de la Orden de San Jerónimo[8] y el más destacado de los fundadores del monasterio de Nuestra Señora de Montamarta.[9] donde falleció en 1425.[10]
- Juan de Valencia, hermano y heredero del anterior.[6] Fue mariscal de Castilla y regidor de la ciudad de Zamora.[11]
- Diego de Valencia, hijo del anterior. Fue mariscal de Castilla y asistente de la ciudad de Sevilla.[11]
- Alfonso de Valencia y Bracamonte, hijo del anterior y mariscal de Castilla.[12]
- Antonia de Valencia, hija del anterior.[11]

El historiador Salvador de Moxó afirmó que el apoyo Fernando Alfonso de Valencia a la causa de los petristas durante la primera guerra civil castellana pudo influir decisivamente en la decandencia de su linaje tras su muerte, ocurrida durante el asedio de Lisboa de 1384. Además, el señorío de Valencia, que Enrique II de Castilla arrebató a Fernando Alfonso de Valencia, fue convertido en ducado y entregado por el rey Juan I de Castilla el 22 de diciembre de 1387 al infante Juan de Portugal, hijo del rey Pedro I de Portugal, quien se convirtió en el primer duque de Valencia de Campos.
Al contraer matrimonio Antonia de Valencia, último miembro de la rama principal de la familia y heredera de la casa de Valencia, con el mariscal de Castilla Fadrique Manrique de Lara, II señor de Fuenteguinaldo, se unieron los linajes Valencia y Manrique de Lara. Una rama zamorana de la casa de Valencia se estableció posteriormente en el Perú y uno de sus miembros, conocido como Juan de Valencia el del Infante, se trasladó a Madrid y ejerció el «curioso» cargo de «Espía Mayor de Su Majestad», como señala Salvador de Moxó. Algunos autores sugieren que la rama de la familia Valencia que se estableció durante el siglo XVIII en Popayán, Virreinato de la Nueva Granada, tiene un tronco común con la Casa Real de Valencia y por consiguiente Fons Honorum e Ius Sanguinis en virtud del testamento otorgado en Sevilla, el día 24 de enero de 1284, poe el rey Alfonso X de Castilla.